# Varszerű kéregtörőgomba
A varszerű kéregtörőgomba (Diatrype stigma) a Diatrypaceae családba tartozó, Európában, Észak-Amerikában és Új-Zélandon honos, lombos fák ágain élő, nem ehető gombafaj. 

## Megjelenése
A varszerű kéregtörőgomba termőtestpárnája (sztróma) néhány mm-estől 10-20 cm-esig terjedő méretű és 0,2-0,7 mm vastag réteget képez az ágak, fatörzsek kérge alatt; majd áttöri a kéreg peridermáját, amely aztán lefoszlik. Néha teljesen körbenövi az ágat. Alakja szabálytalan, felszíne sima vagy finoman rücskös (a spóratermő, körte vagy tojásdad alakú peritéciumok kijárataitól), gyakran keresztben berepedezett. Színe fiatalon vörösbarna, majd fekete, feketésbarna, égett fára emlékeztet. 
Húsa halványbarnás, fehéres; világosabb, mint a felszíne. Szaga nem jellegzetes.
Az aszkuszok 30-40 x 4-5 µm-esek, az aszkospórák kolbász vagy majdnem henger alakúak, keresztfal nélküliek, simák, vékonyfalúak, halványbarnák, méretük 6-10 x 1,5-2 µm.

### Hasonló fajok
A vékony kéregtörőgomba (Diatrype rappazi) sztrómája kisebb, felszíne kevésbé sima, főleg gyertyánon nő; a Diatrype undulata sztrómái vastagabbak, szabálytalanul repedezett, nyíren nő. 

## Elterjedése és termőhelye
Eurázsiában, Észak-Amerikában és Új-Zélandon honos. Magyarországon gyakori.
Lombos fák (többek között bükk, tölgy, galagonya, vadcseresznye) elhalt ágain, törzsén található meg. Idős vagy elpusztult példányain megtelepedhet a vérvörös bibircsgomba. A termőtest egész évben látható. 

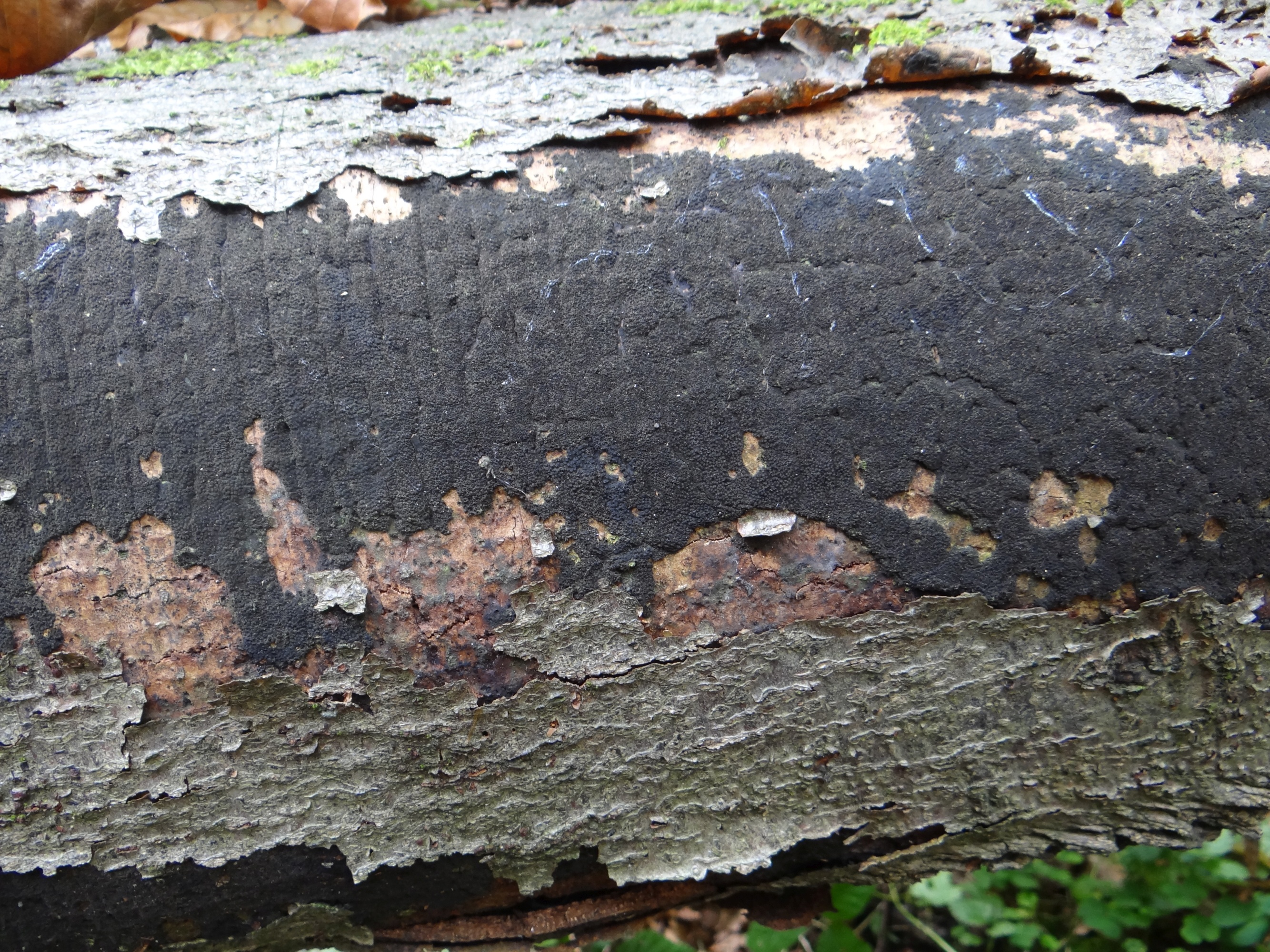
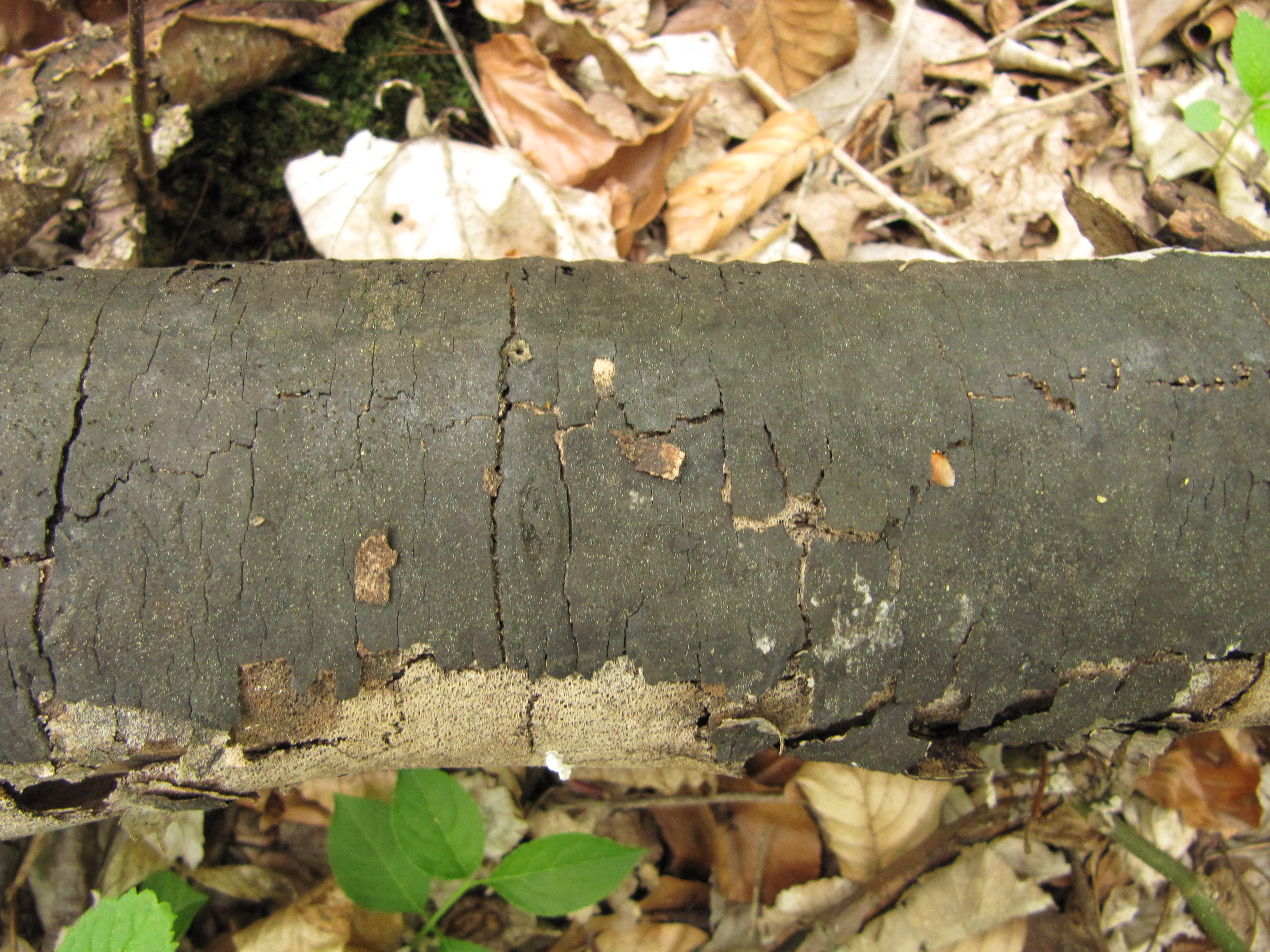
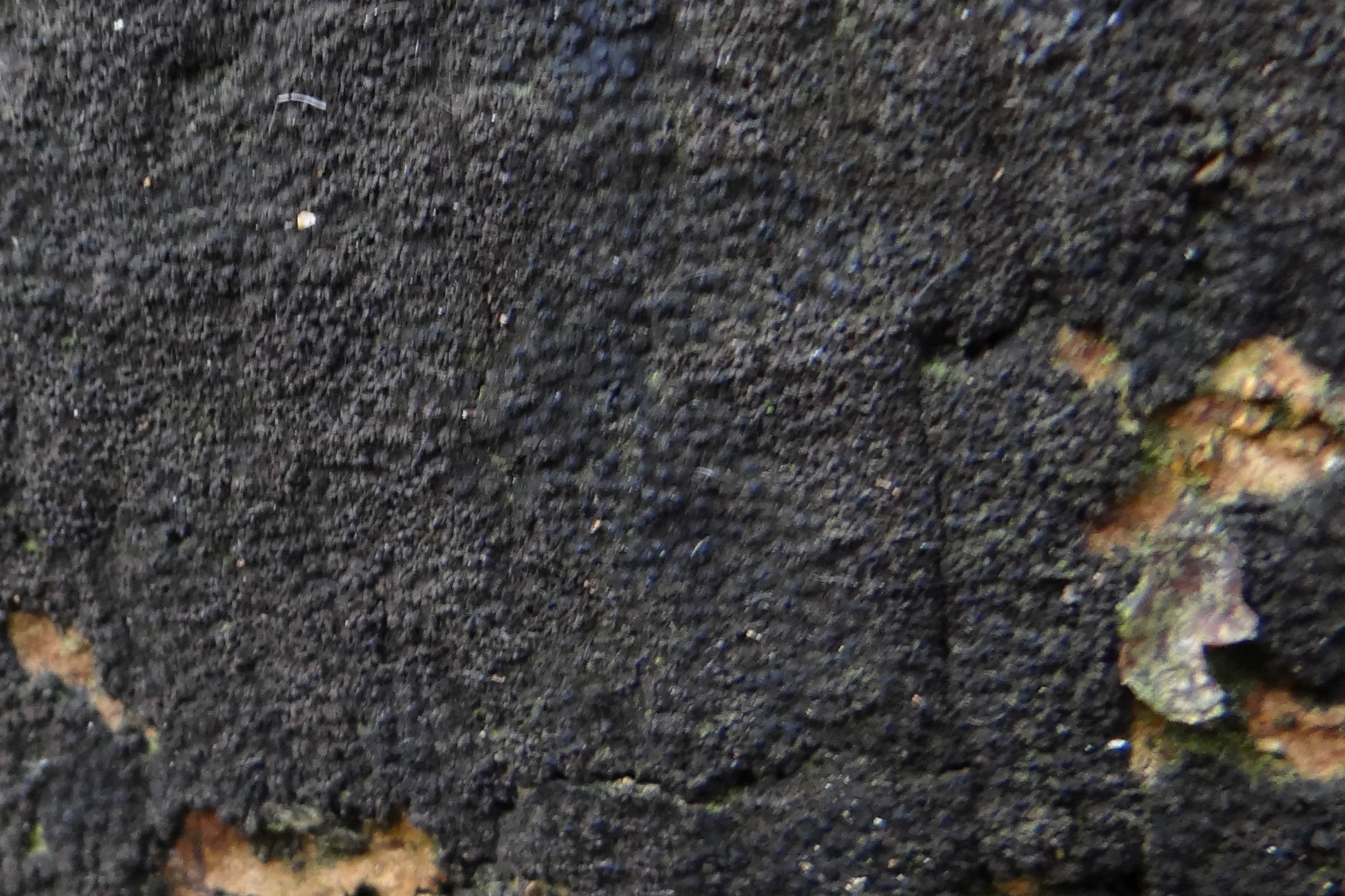

Nem ehető.    